# Bolbodimyia celeroides
Bolbodimyia celeroides är en tvåvingeart som beskrevs av Stone 1954. Bolbodimyia celeroides ingår i släktet Bolbodimyia och familjen bromsar. Inga underarter finns listade i Catalogue of Life.